# Titularbistum Caeciri
Caeciri ist ein Titularbistum der römisch-katholischen Kirche.
Es geht zurück auf ein ehemaliges Bistum in der römischen Provinz Mauretania Caesariensis im heutigen nördlichen Algerien.
| Titularbischöfe von Caeciri |                                               |                                                  |                  |                   |
| Nr.                         | Name                                          | Amt                                              | von              | bis               |
| 1                           | Celestin Ibáñez y Aparicio OFM                | emeritierter Bischof von Yenan (China)           | 13. Januar 1949  | 18. August 1951   |
| 2                           | Ramón Masnou Boixeda                          | Weihbischof in Vic (Spanien)                     | 15. August 1952  | 2. Dezember 1955  |
| 3                           | Adolfo Tortolo                                | Weihbischof in Paraná (Argentinien)              | 5. Juni 1956     | 11. Februar 1960  |
| 4                           | José Maximino Eusebio Domínguez y Rodríguez   | Weihbischof in San Cristóbal de la Habana (Kuba) | 31. März 1960    | 18. Juli 1961     |
| 5                           | Marcos Gregorio McGrath CSC                   | Weihbischof in Panama                            | 8. August 1961   | 3. März 1964      |
| 6                           | Eduardo Francisco Pironio                     | Weihbischof in La Plata (Argentinien)            | 24. März 1964    | 19. April 1972    |
| 7                           | Heraldo Camilo A. Barotto                     | Weihbischof in Rosario (Argentinien)             | 30. Januar 1973  | 12. August 1983   |
| 8                           | Elmer Osmar Ramón Miani                       | Weihbischof in Córdoba (Argentinien)             | 7. November 1983 | 19. Dezember 1989 |
| 9                           | Ubaldo Santana FMI                            | Weihbischof in Caracas, Santiago de Venezuela    | 4. April 1990    | 2. Mai 1991       |
| 10                          | Rubén Oscar Frassia                           | Weihbischof in Buenos Aires (Argentinien)        | 26. Februar 1992 | 22. Juli 1993     |
| 11                          | Miklós Beer                                   | Weihbischof in Esztergom-Budapest (Ungarn)       | 8. April 2000    | 27. Mai 2003      |
| 12                          | Antonio Arcari Titularerzbischof pro hac vice | Apostolischer Nuntius                            | 18. Juli 2003    |                   |